# NGC 6508
NGC 6508 (również PGC 60938 lub UGC 11023) – galaktyka eliptyczna (E), znajdująca się w gwiazdozbiorze Smoka. Odkrył ją Ernst Hartwig 19 września 1883 roku.